# 勝田村 (鳥取県)
勝田村（かったそん）は、鳥取県東伯郡にあった村。現在の東伯郡琴浦町の一部にあたる。

## 地理
勝田川下流域の沖積平野に位置していた。

## 歴史
- 1889年（明治22年）10月1日、町村制の施行により、八橋郡勝田村、西宮村、出上村が合併して村制施行し、豊定村（とよさだそん）が発足[2][3]。旧村名を継承した勝田、西宮、出上の3大字を編成[2]。
- 1894年（明治27年）3月30日、勝田村に改称[3]。
- 1896年（明治29年）4月1日、郡の統合により東伯郡に所属[2]。
- 1898年（明治31年）7月22日、東伯郡保永村と合併し成美村を新設して廃止された[1][2]。合併後、成美村大字勝田・西宮・出上となる[2]。

### 地名の由来
勝田川にちなむ。

## 産業
- 農業